# Banque centrale

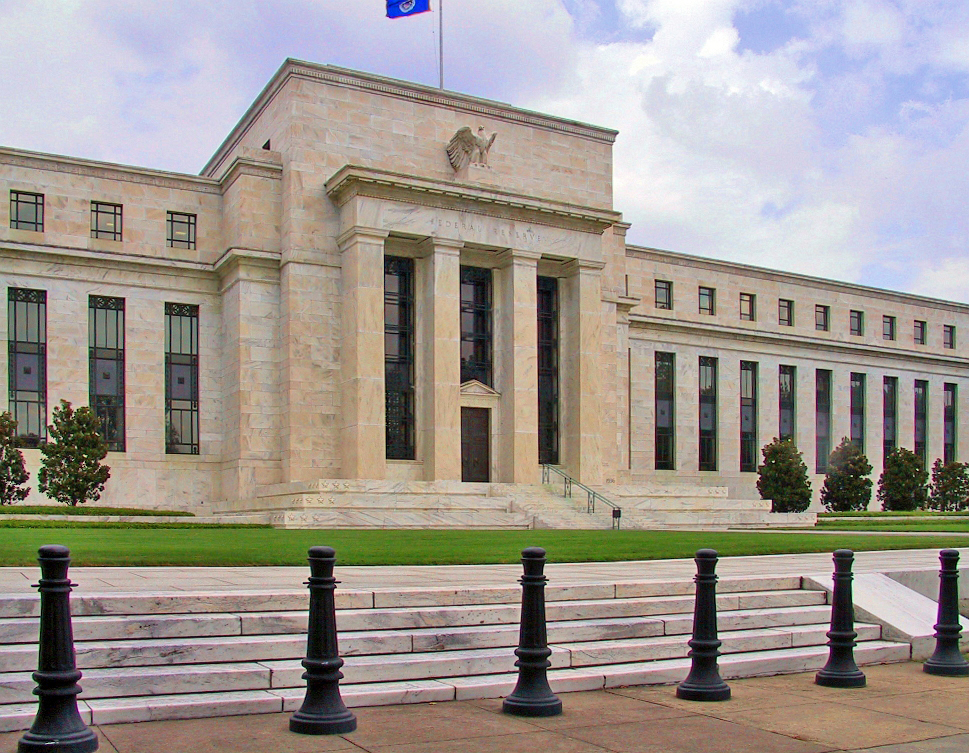
Le siège de la Réserve fédérale à Washington, D.C.

La banque centrale est une institution financière, souvent publique, chargée par l'État de conduire la politique monétaire du pays ou de sa zone économique. Elle est régie par un mandat qui précise ses objectifs, tels que la stabilité des prix, la confiance en la monnaie, la stabilité financière ou encore le plein emploi.

## Définition
Une banque centrale est une institution financière publique ou semi-publique, chargée de la gestion de la politique monétaire d’un pays ou d’une zone monétaire dont elle a la responsabilité. Il n'existe pas un seul type de banque centrale, car chaque pays peut lui accorder des missions et lui conférer des outils différents. Les lois nationales ou des traités supranationaux peuvent également contraindre la banque centrale ou lui donner des pouvoirs d'action supplémentaires.
Les objectifs de politique monétaire des banques centrales sont fixés par leurs statuts. Ces statuts varient, et fixent des objectifs qui peuvent inclure, en plus de la stabilité des prix, d'autres objectifs, comme la réduction du chômage. La Banque centrale européenne a ainsi pour « objectif principal […] de maintenir la stabilité des prix », là où la Réserve fédérale des États-Unis a trois objectifs : « un taux d'emploi maximum, des prix stables et des taux d'intérêt à long terme peu élevés ». Ainsi la Fed doit prioritairement, par ses statuts, chercher à influencer le chômage dans le sens de la baisse notamment tout en maintenant des prix stables, tandis que la Banque centrale européenne a pour objectif fondamental la seule stabilité des prix.
Les banques centrales peuvent être dépendantes ou indépendantes du pouvoir politique. Un mouvement d'indépendance a eu lieu dans les années 1980 et 1990 en Europe à la suite d'une longue série de crises monétaires au sein du serpent monétaire européen, puis au sein de son successeur le système monétaire européen et à la suite de la publication d'un grand nombre d'études qui concluaient à une relation négative entre l'indépendance de la banque centrale et le taux d'inflation. La Banque centrale européenne (BCE) est par exemple entièrement indépendante. Certaines banques centrales ont émis des actions détenues par des acteurs privés, comme la Réserve fédérale des États-Unis (la Fed) et la Banque du Japon.
Les banques centrales peuvent chercher à atteindre l'objectif de relative stabilité des prix au moyen de plusieurs instruments, qui leur permettent de faire varier la masse monétaire en circulation dans le pays et le coût des crédits accordés aux particuliers et entreprises. Le principal instrument est la fixation des taux directeurs. Ces taux d’intérêt déterminent le coût pour les banques commerciales à se refinancer auprès de la banque centrale.

## Histoire
L'histoire des banques centrales peut se lire à l'aune de leur double nature, plus ou moins prononcée selon les époques, de banques des banques et de banques de gouvernements. Cette tension a régulièrement fait craindre qu'elles ne soient trop subordonnées à l'une de leurs parties prenantes (c'est-à-dire qu'elles soient exclusivement au service d'intérêts financiers privés, ou alors qu'elles soient au simple service de gouvernements au détriment de leur mission de stabilité monétaire) ou, au contraire, qu'elles prennent l'ascendant et acquièrent un pouvoir trop important.
La question de leur origine fait encore débat : comment une institution unique a-t-elle pu s'imposer au sommet d'un système financier national hiérarchisé ? Si le modèle de la « banque centrale » tel qu'on le connaît date bien de la fin du XIXe siècle en Europe occidentale, des banques publiques ou des institutions financières privées qui ne portaient pas le nom de « banques centrales » ont rempli des fonctions similaires depuis au moins le XVIe siècle, (on peut penser aux Banco della Piazza et Banco del Giro de la république de Venise, aux banques municipales d'Aragon, à la Casa di San Giorgio de la république de Gênes, à la Wisselbank d'Amsterdam, aux débuts de la Banque d'Angleterre, etc.) sans que ces fonctions ne soient nécessairement réunies au sein d'une même organisation ou sans qu'elles soient bien comprises et stabilisées.

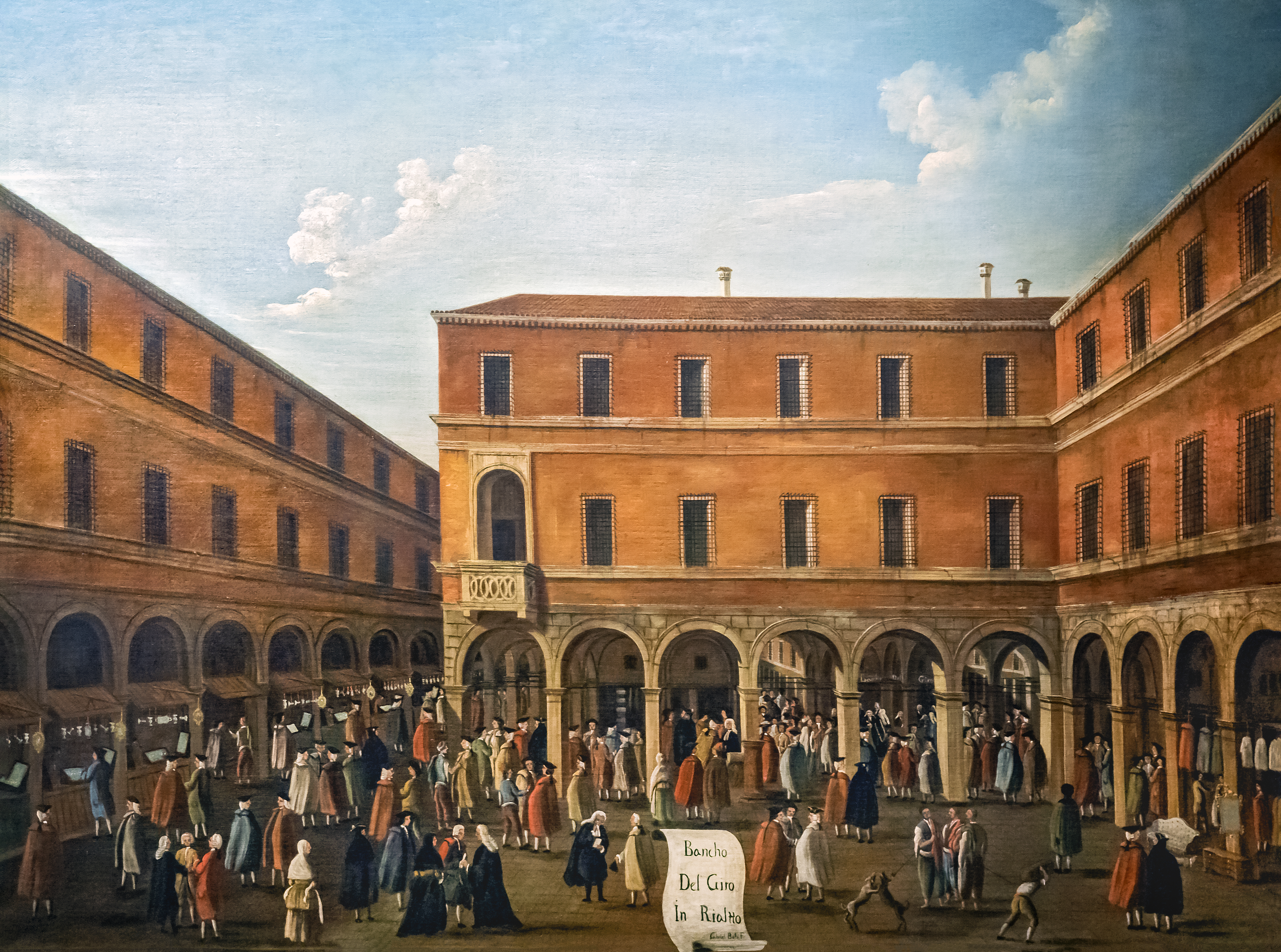
La Banco del Giro sur le marché de Rialto, peinte par Gabriele Bella (c.1780s), Pinacoteca Querini Stampalia.

On considère donc généralement que leur histoire se déroule de la fin du XIXe siècle à nos jours, période durant laquelle ces institutions se sont progressivement imposées dans la quasi-totalité des pays du monde. Selon les époques, elles ont souvent suivi, au moins en parole, un modèle dominant pour signaler aux autres banques centrales leur alignement avec les « meilleures » pratiques. À la fin du XIXe siècle, les premières banques « centrales » – qui étaient alors appelées banques d'émission (elles en avaient souvent le monopole légal ou de fait) mais était aussi des banques de (ré)escompte – ont adopté l'étalon-or, s'inspirant fortement du modèle de la banque d'Angleterre. À partir des années 1930, elles ont été progressivement rattachées plus étroitement à l'État, perdant bien souvent leur statut privé, participant au financement de l'économie puis commençant à adopter consciemment une politique monétaire (au-delà de leur rôle traditionnel de politique de change). À la fin du XXe, le modèle de la banque centrale indépendante vis-à-vis des gouvernements a été vu comme le plus à même de lutter contre l'inflation, sur le modèle de la Fed, (formellement) indépendante du Trésor depuis 1951.

## Fonctions
Les « fonctions » remplies par les banques centrales sont variées et ont évolué au cours de l'histoire, certains auteurs mettant l'emphase sur une mission en particulier quand d'autres en distinguent trois, cinq, sept, huit, voir plus,. En suivant Charles Goodhart, on peut considérer conventionnellement trois grandes missions : la stabilité monétaire, la stabilité financière et le financement (ou le contrôle du financement) de l'État.

### Stabilité monétaire
La plupart des banques centrales a pour mission d'assurer la stabilité monétaire, c'est-à-dire la stabilité des prix. Elle doit dans ce cas veiller à ce que l'inflation ne dépasse pas une borne fixée à l'avance. Certains auteurs, comme Milton Friedman, ont soutenu que le maintien de l'inflation à un niveau faible est la mission principale et essentielle des banques centrales.

### Stabilité financière
Les banques centrales agissent comme des prêteurs en dernier ressort en cas de crise bancaire. Elles assurent ainsi la solvabilité des banques de son système. Certains auteurs, comme Hyman Minsky, considèrent qu'il s'agit de la mission principale et essentielle des banques centrales.
Les banques centrales peuvent aussi disposer d'un rôle de supervision et de régulation du fonctionnement des marchés financiers. Elles doivent ainsi assurer le respect des réglementations du risque (ratio de solvabilité) des institutions financières, et en particulier des banques de dépôts.

### Croissance et plein emploi
Certaines banques centrales, comme la Réserve fédérale des États-Unis, disposent, dans leur mandat, d'une mission relative au soutien à la croissance et au maintien du plein emploi.

## Actions

### Émission de monnaie
La banque centrale est d'ordinaire chargée d'assurer l'émission de monnaie fiduciaire (ou monnaie banque centrale). La quantité de celle-ci doit correspondre aux besoins de l'économie nationale. En effet, son abondance génère l'inflation qui réduit le pouvoir d'achat de la population et la compétitivité des produits nationaux, même si elle favorise la croissance économique et l'emploi et sa rareté provoque la déflation qui induit une baisse de la liquidité nécessaire au fonctionnement normal de l'activité économique en favorisant la décroissance économique et le sous emploi. Cependant cette relation entre augmentation de la masse monétaire et inflation est remise en cause, en particulier depuis 2008.

### Fixation des taux directeurs
La banque centrale a un pouvoir important car elle dispose de leviers d'action que sont les taux directeurs. Ces taux, appliqués aux banques de second rang, permettent de moduler les coûts de financement et de refinancement des banques, et influe ainsi sur l'activité économique.

### Fixation du taux de réserves obligatoires
La banque centrale fixe des niveaux de réserves obligatoires (RO).

### Réescompte
La banque centrale gère l'achat des effets de commerce (lettres de change et billets à ordre) non échus. Ces opérations consistent, pour la banque centrale, à reprendre les effets portés par les banques commerciales, ou d'affaires, pour leurs montants nominaux , mais réduits de l'intérêt portant sur la période restant à courir jusqu'à l'échéance.

### Opérations financières
Une banque centrale peut se rendre sur les marchés financiers afin d'y agir. Elle réalise traditionnellement des opérations d'open market. Les politiques monétaires non conventionnelles lui permettent également de mener des opérations d'assouplissement quantitatif.

### Gestion des réserves
Les banques centrales ont parfois le mandat de la gestion des réserves d'or et de change des pays.

### Maintien du compte du budget général de l’État
La banque centrale peut être chargée du maintien du compte du Budget général de l'État (BGE),.

### Prêt en dernier ressort
La banque centrale peut jouer le rôle de prêteur en dernier ressort en cas de crise systémique.

### Activités de recherche
Les banques centrales peuvent mener des activités de recherche (pour l'expertise interne ou pour des revues scientifiques), et emploient parfois pour cela un grand nombre d'économistes (par exemple à la Réserve fédérale des États-Unis). La nature des recherches (économie monétaire, prévision macroéconomique, modélisation des risques, etc.) menées par une banque centrale dépend des missions qui lui sont attribuées, des problèmes techniques ou politiques qu'elle rencontre et de ses liens changeants avec le monde académique et ses normes,.

## Effets

### Inflation
Lorsque le taux d'intérêt baisse, les agents économiques empruntent davantage pour acheter, ce qui provoque une hausse de la demande et donc une tendance à la hausse des prix. Inversement, lorsque le taux d'intérêt monte, les agents économiques empruntent moins, donc achètent moins, et il existe une tendance à la baisse des prix.
Ainsi, lorsque les prix montent ou risquent de monter, la banque centrale augmente le taux d'intérêt. Cela tend à réduire le volume du crédit, donc la demande de produits et services, ce qui ralentit cette hausse des prix. Inversement, lorsque les prix ont tendance à baisser, la banque centrale baisse le taux d'intérêt, ce qui augmente la demande, ce qui tend à une hausse des prix.

### Croissance
La banque centrale effectue une veille macro-économique afin que la monnaie conserve une valeur stable, un pouvoir d'achat stable. Ce pouvoir d'achat est évalué par un indice des prix. Cela est parfois lié à un mandat explicite de croissance économique. Dans ce cas, la politique monétaire est soumise à une mission liée au plein-emploi.

## Crédibilité
L'inflation est déterminée concrètement par le comportement des agents (choix des prix de vente par les entreprises, comportement d'achat et d'épargne des ménages, marchés financiers, etc.). Ces agents déterminent leur comportement en fonction de leurs anticipations d'inflation future. Dès lors, il est essentiel pour la banque centrale que ces agents croient en sa capacité à atteindre ses objectifs d'inflation pour que ceux-ci se réalisent.
La crédibilité d'une banque centrale met des années, parfois des décennies, avant d'être obtenue. Elle est basée sur la confiance qu'ont les agents économiques en la capacité de la banque centrale à faire face aux chocs économiques avec une politique monétaire appropriée.
De plus, selon Aglietta et Orléan, cette crédibilité repose aussi sur 3 grands principes : le principe de garantie, de croissance et de justice. Ces principes permettent l'utilisation de la monnaie par les agents économiques, indispensable au fonctionnement de la société, montrant l'importance de la crédibilité de la Banque Centrale.

## Principales banques centrales dans le monde
- Brésil : la Banco Central do Brasil (BCB, président : Roberto Campos Neto)
- Canada : la Banque du Canada (BoC, gouverneur : Tiff Macklem)
- Chine : la Banque populaire de Chine (BPC, gouverneur : Pan Gongsheng)
- États-Unis : la Réserve fédérale des États-Unis (Fed, gouverneur : Jerome Powell)
- Israël : la Banque d'Israël (BoI, gouverneur : Amir Yaron)
- Japon : la Banque du Japon (BoJ, président : Haruhiko Kuroda)
- Mexique : la Banque du Mexique (Banco de México, gouverneur : Alejandro Díaz de León Carrillo)
- Royaume-Uni : la Banque d'Angleterre (BoE, gouverneur : Andrew Bailey)
- Russie : la Banque centrale de Russie (présidente : Elvira Nabiullina)
- Suisse : la Banque nationale suisse (BNS, président : Thomas Jordan)

- Union européenne et  Zone euro : Banque centrale européenne (BCE, présidente : Christine Lagarde)

Zone franc :
- Afrique centrale : Banque des États de l'Afrique centrale (BEAC)
- Afrique de l'ouest : Banque centrale des États de l'Afrique de l'Ouest (BCEAO)

La Banque des règlements internationaux (BRI), située à Bâle est souvent présentée pour « la banque centrale des banques centrales », au motif que seules des banques centrales en sont les actionnaires, mais elle n'en partage pas leurs fonctions.

## Critiques

### Échecs face aux crises
L'école autrichienne critique l'action des banques centrales, qui sont selon elle responsables des crises financières à répétition. Milton Friedman attribue par exemple la spirale déflationniste des années 1930 à l'échec de la Réserve fédérale américaine à fournir assez de liquidités lors d'une phase dite de grande contraction.

### Biais de la recherche économique
Les banques centrales emploient des économistes et figurent parmi les institutions qui publient le plus grand nombre d'articles de recherche à impact dans le monde économique. Toutefois, comme le remarque une étude publiée en 2020 de Fabo, Jančoková, Kempf et Pastor, les chercheurs issus des banques centrales ont parfois tendance à évaluer de manière trop positive les politiques menées par les banques centrales,.

### Concurrence des monnaies
Le système monétaire qui s'oppose au monopole de la banque centrale est le système de concurrence des monnaies. Milton Friedman a notamment déclaré que « un des grands problèmes économiques de notre temps qu’il reste à résoudre est celui de la suppression de la Réserve fédérale ».
Paru en 1976 aux États-Unis, l'ouvrage de Friedrich Hayek Pour une vraie concurrence des monnaies est un appel au libre arbitre monétaire prônant l'abolition du monopole de la banque centrale. Ce livre est à cette dernière date d'actualité selon la BCE,, puisqu'il s'agirait de la base théorique du Bitcoin (et de la technologie blockchain) où des milliers de monnaies privées sont en concurrence.